# NBA 2K13
《NBA 2K13》是一款由Visual Concepts公司制作、2K Sports发行的篮球类电子游戏。本游戏于2012年10月2日首先发行。游戏在索尼PlayStation 3、Wii、Wii U、Windows和Xbox 360等发行。本游戏是NBA 2K系列的第14作。
《NBA 2K13》是一款篮球模拟游戏，根据美国NBA篮球而制作。
游戏好评如潮。《Metacritic》给予本游戏90/100的分数。IGN给予本游戏9.1/10的分数。